# نانالی جانسون
نانالی هانتر جانسون (انگلیسی: Nunnally Hunter Johnson؛ ۵ دسامبر ۱۸۹۷ – ۲۵ مارس ۱۹۷۷) فیلم‌نامه‌نویس، تهیه‌کننده و کارگردان اهل ایالات متحده آمریکا بود.

## زندگی‌نامه
متولد ۱۸۹۷ در کولومبوس، جورجیا بود که ابتدا به عنوان گزارشگر و نویسندهٔ «نیویورک هرالد تریبون» کارش را آغاز می‌کند و سپس در ۱۹۳۰ نخستین مجموعهٔ داستان‌های کوتاهش را منتشر می‌نماید. از ۱۹۳۳ شروع به نوشتن فیلم‌نامه کرده و از ۱۹۳۵ به عنوان همکار تهیه‌کننده نیز فعالیت می‌پردازد. سرانجام در ۱۹۴۳ «اینترنشنال پیکچرز» را تأسیس نمود که بعداً در «یونیورسال» ادغام می‌گردد. از سال ۱۹۴۸ در کمپانی «فوکس قرن بیستم» مشغول کار می‌شود تا اینکه در ۱۹۵۴ به مقام کارگردانی دست می‌باید.

## فیلمشناسی

### در مقام فیلم‌نامه‌نویس
- هرینگتون بچه صورت
- زندانی جزیره کوسه
- جسی جیمز
- خوشه‌های خشم
- جادهٔ تنباکو
- کلیدهای سلطنتی
- زنی در پنجره
- جونز تنها آمد
- آئینهٔ تاریک
- سه نفر به خانه آمدند
- روباه صحرا
- دختر عمویم راشل
- چگونه می‌توان با یک میلیونر ازدواج کرد
- ستاره سوزان
- آقای هابز به تعطیلات می‌رود
- دنیای هنری اورینت
- دوازده مرد خبیث

### در مقام فیلم‌نامه‌نویس و کارگردان
- مردم شب
- بیوهٔ سیاهپوش
- چگونه می‌توان خیلی محبوب شد
- مردی در لباس فلانل خاکستری
- سه چهرهٔ حوا
- آه، مردان! آه، زنان!
- مردی که زن‌ها را درک می‌کرد
- فرشتهٔ سرخ پوش